# Custom Line Navetta 26
La Ferretti Navetta 26 è uno yacht prodotto dal cantiere navale italiano Ferretti Navetta del Gruppo Ferretti.

## Il contesto
Lunga circa 26 metri (da cui l'origine del nome), questa imbarcazione semidislocante in materiale composito è in grado di ricevere a bordo fino a 20 persone; le cabine per i passeggeri (escluse quindi quelle dell'equipaggio) possono essere 4 o 5: la Navetta 26 è infatti progettata in 2 differenti configurazioni interne. È inoltre prodotto in due differenti motorizzazioni, una da 900 e una da 1110 cavalli, per una velocità massima rispettivamente di 14 e 16 nodi.
Progettata grazie alla collaborazione tra lo studio Zuccon International Project e l'AYT di Ferretti, Navetta 26 è stata presentata in anteprima a Cannes nel settembre 2007.
Ferretti Navetta 26 ha ottenuto nel 2008 il premio MYDA (Millennium Yacht Design Award) nella categoria unità a motore oltre i 24 metri, premio riservato da Seatec (Rassegna internazionale di tecnologie, subfornitura e design per imbarcazioni, yacht e navi, che si tiene annualmente presso la fiera di Carrara) «ai progetti e ai progettisti di imbarcazioni da diporto di particolare interesse quanto a contenuti innovativi, aspetti compositivi del layout esterno, architettura degli interni, innovazione tecnologico costruttiva».
La Ferretti Navetta 26 è stata classificata dal RINA, con classificazione B + F + Aa.